# Bodo Schwanbeck
Bodo Schwanbeck (* 20. Juli 1935 in Schwerin) ist ein deutscher Opernsänger (Bass/Bassbariton) und Kammersänger.

## Leben
Schwanbeck studierte Gesang bei Franz-Theo Reuter an der Musikhochschule München sowie bei Karl-Heinz Jarius in Stuttgart. Sein erstes Engagement führte ihn 1958 ans Münchner Gärtnerplatztheater. Von 1959 bis 1961 ging er ans Landestheater Detmold, wo er als Antrittsrolle den Warlaam in Boris Godunow gab. Von 1961 bis 1962 trat er am Landestheater Saarbrücken und von 1962 bis 1966 am Stadttheater Augsburg auf. Im Jahr 1965 wechselte er für vier Jahre an das Opernhaus Zürich und anschließend an die Oper Frankfurt, wo er 1986 zum Kammersänger ernannt wurde. Im Mai 2000 verabschiedete er sich nach 32 Jahren von der Frankfurter Oper als Bartolo in Il Barbiere di Siviglia und war seitdem freischaffend tätig.
Schwanbeck gastierte unter anderem an der Royal Opera London, der Mailänder Scala, der Staatsoper Wien, an der Opera Bastille Paris, der Opéra Garnier und am Théatre du Chatelet Paris, der Berliner Staatsoper und der Komischen Oper Berlin, der Oper Köln, der Oper Brüssel, der New York City Opera sowie in Genf, Amsterdam, Madrid, Barcelona, Tel Aviv, Teheran, und Tokio.
Er sang unter der Leitung der Dirigenten Ferdinand Leitner, Carlos Kleiber, Christoph von Dohnányi, Bernard Haitink, Sir John Pritchard, Jeffrey Tate, Michael Gielen, Sylvain Cambreling und Giuseppe Sinopoli und arbeitete mit Regisseuren wie Leopold Lindtberg, Rudolf Noelte, Otto Schenk, Harry Kupfer, Hans Hollmann, Ruth Berghaus, Patrice Chéreau, Peter Mussbach und Hans Neuenfels.
Im Juni 2009 zog er sich als Sänger von der Bühne zurück. Eigene Regiearbeiten waren L’elisir d’amore, Die verkaufte Braut und La Vie parisienne.
Im Selbstverlag erschien 2014 Haben Sie auch was von Wagner? Erinnerungen an 50 Jahre auf der Opernbühne.

## Repertoire
Schwanbecks Repertoire begann mit den Mozart-Bassrollen (Figaro, Leporello, Alfonso, Osmin) über die italienischen Buffopartien (Bartolo, Magnifico, Mustafa, Pasquale, Dulcamara, Melitone) und die deutschen Spielopern (van Bett, Baculus, Falstaff) bis zu Richard-Strauss-Opern (Ochs, Morosus, Waldner). Ausflüge ins Charakterbariton-Fach kamen hinzu, wie Falstaff von Verdi, Gianni Schicchi, Golaud und Pizarro.
In vielen Produktionen sang er zwei Alban-Berg-Rollen: Wozzeck und Athlet (Lulu). Das moderne Repertoire umfasste u. a.: Die Soldaten (Zimmermann), Die Wände (Hölszky), Jakob Lenz (Rihm). Außerdem sang in Operette und klassischen Musicals, zum Beispiel in Die Fledermaus, Der Zigeunerbaron, Der Bettelstudent, Die lustige Witwe, La Belle Hélène, Barbe Bleue, Die Großherzogin von Gerolstein, La vie Parisienne, My Fair Lady und den Tevje in Anatevka.

## Diskografie und TV-Übertragungen
CD-Aufnahmen
- Rosenkavalier (Haitink)
- Lulu (Tate)

TV-Übertragungen
- L’Italiana in Algeri (Aix-en-Provence)
- Rosenkavalier (La Monnaie Brüssel)
- Fledermaus (Oper Amsterdam)
- Wozzeck (Oper Frankfurt)